# Aeroportul Internațional Indira Gandhi
Aeroportul Internațional Indira Gandhi este cel mai mare aeroport din India după numărul de pasageri. În anul 2022 s-a situat pe locul 10 în lista celor mai mari aeroporturi din lume, cu un trafic de peste 57 de milioane de pasageri.